# WM-Reaktor
WM-Reaktor (russisch ВМ реактор) beschreibt eine Baureihe sowjetischer Druckwasserreaktoren, die zum Antrieb von U-Booten genutzt werden.

## Typenreihen
In Paaren wurden die WM-A-Reaktoren in den ersten nuklearbetriebenen sowjetischen U-Booten der Projekte 627 (November-Klasse), 658 (Hotel-Klasse) und 659/675 (Yankee-Klasse) eingebaut. Sie leisten je 70 MWth bei einer Anreichung des Urans von 21 %.
Der WM-4 hat eine Leistung von 90 MWth und wurde in den U-Booten der Projekte 667A (Kennung für den Komplex mit zwei Reaktoren hier: OK-700), 670 (ein Reaktor: OK-350) und 671 (zwei Reaktoren: OK-300 mit 75 MWth) verbaut. Projekt 667B trug den modifizierten WM-4-2 (ebenfalls OK-700).
Vom WM-5M wurde nur ein einziger Reaktor im einzigen Boot von Projekt 661 (Antschar-Klasse) eingesetzt. Er leistete 177 MWth. Der Anreicherungsgrad des verwendeten Urans ist unbekannt.